# Esparron (Var)
Esparron település Franciaországban, Var megyében. Lakosainak száma 370 fő (2022. január 1.). Esparron Artigues, Ginasservis, Ollières, Saint-Martin-de-Pallières, Seillons-Source-d’Argens és La Verdière községekkel határos.

## Népesség
A település népességének változása:
| Lakosok száma | 341  | 345  | 352  | 356  | 364  | 371  | 370  | 371  | 370  |
|               | 2013 | 2015 | 2016 | 2017 | 2018 | 2019 | 2020 | 2021 | 2022 |